# Варелас Герасим Панасович
Герасим Панасович Варелас (нар. 1886, місто Таганрог Області Війська Донського, тепер Ростовської області, Російська Федерація — розстріляний 3 жовтня 1938, місто Москва) — український радянський діяч, відповідальний секретар Чернігівського губернського і окружного комітетів КП(б)У.

## Біографія
Народився в родині моряка. Закінчив початкову школу. Працював конторником і слюсарем Таганрозького електрозаводу.
Брав участь у революційному русі. З 1904 року був членом Партії соціалістів-революціонерів (ПСР, есерів).
З 1904 по 1907 роки працював в Таганрозі в органах ПСР. З 1906 року — член Таганрозького комітету Партії соціалістів-революціонерів. У 1907 році брав участь в обласному з'їзді ПСР в Таганрозі. У вересні 1907 року заарештований і, відсидівши більше року у в'язниці, 21 грудня 1908 року засуджений Одеським військово-окружним судом «за приналежність до партії есерів, революційну діяльність, в тому числі поширення прокламацій», до 10 років каторги. Покарання відбував з 1909 по 1912 рік у місті Владимирі, з 1912 по 1914 рік — у Херсоні, з 1914 по 1915 рік — у Єлисаветграді і з 1915 по 1917 рік — у Херсоні.
З 1917 року — голова Таганрозького революційного комітету.
Член РКП(б) з 1920 року.
Був на керівній партійній роботі в Мурманську та Харкові.
У 1923—1924 роках — завідувач організаційного відділу Луганського окружного комітету КП(б)У.
До червня 1925 року — завідувач відділу Чернігівського губернського комітету КП(б)У.
У червні — серпні 1925 року — відповідальний секретар Чернігівського губернського комітету КП(б)У.
У серпні 1925 — січень 1927 року — відповідальний секретар Чернігівського окружного комітету КП(б)У.
З 1927 року — на відповідальній роботі в апараті ЦК КП(б)У та на господарській роботі. До 1930 року — керуючий «Укршклотресту» в Харкові.
На 1930—1932 роки — начальник Нікопольбуду (Південнотрубного металургійного заводу в місті Нікополі).
До липня 1938 року — керуючий Московської торгівельної базої «Головскло» Народного комісаріату легкої промисловості СРСР.
17 липня 1938 року заарештований органами НКВС. Засуджений до розстрілу 3 жовтня 1938 року Військовою колегією Верховного суду СРСР за звинуваченням в участі в контрреволюційній терористичній організації. Цього ж дня розстріляний. Реабілітований 20 жовтня 1956 року постановою Вищої колегії Верховного суду СРСР.